# Angolanischer Real
Der Angolanische Real (Plural réis) war die Währung der damaligen portugiesischen Kolonie Angola bis 1914. Er war wertgleich mit dem Portugiesischen Real. Es gab keine Untereinheiten, es wurden jedoch einige Münzen mit der Bezeichnung Macuta herausgegeben, die 50 Réis entsprachen. 1914 wurde der Angolanische Real durch den Angolanischen Escudo ersetzt.

## Münzen

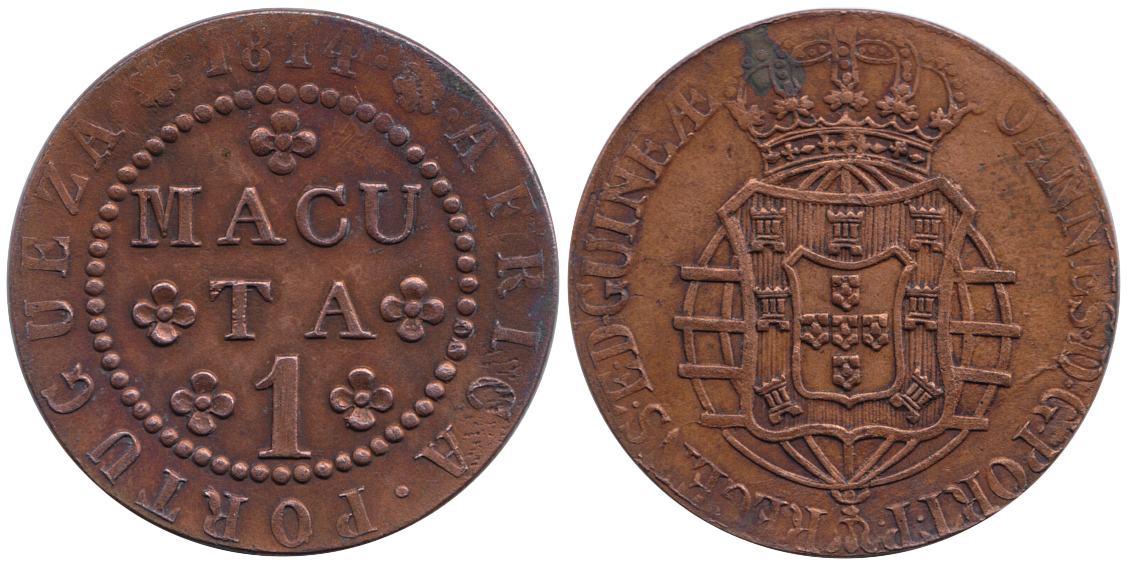
1 Macuta 1814, Portugiesisch-Angola, Johann IV.

Mitte des 18. Jahrhunderts wurden Münzen aus Kupfer zu 10, 20 und 40 Réis geprägt sowie ¼, ½ und 1 Macuta, aus demselben Metall und 2, 4, 6, 8, 10 und 12 Macutas aus Silber. Ab 1814 waren nur ¼, ½, 1 und 2 Macutas im Umlauf. Nach 1814 wurden allerdings einige Kupfermünzen mit dem Wappen Portugals gestempelt und so ihr Wert verdoppelt. Aus 10-, 20- und 40-Réis- und ¼-, ½-, 1- und 2-Macuta-Münzen wurden dadurch 20, 40 und 80 Réis sowie ½-, 1-, 2- und 4-Macuta-Münzen. Die letzten Münzen wurden 1860 herausgegeben.

## Banknoten
1861 führte die Junta da Fazenda Publica da Provincia d'Angola Banknoten im Wert von 1000, 2000, 5000 und 20.000 Réis ein. 10.000-Real-Noten, die bis 1884 blieben, folgten 1877. Die  Banco Nacional Ultramarino begann 1865 Banknoten zu 5000, 10.000 und 20.000 Réis herauszugeben. 1876 kamen 1000- und 2500-Real-Noten hinzu, gefolgt von 2000 Réis 1877. 1892 kamen in Folge eine Kleingeldknappheit Notausgaben im Wert von 100, 200 und 500 Real heraus, die bis 1905 zirkulierten. 1909 wurden noch 50.000-Real-Noten eingeführt.